# Wieland Verlag
Der Wieland Verlag ist ein deutscher Publikumsverlag in der Rechtsform einer Gesellschaft mit beschränkter Haftung mit Geschäftssitz im oberbayerischen Bad Aibling.

## Geschichte
Der Wieland Verlag wurde 1999 von Hans Joachim Wieland gegründet, der bis heute auch alleiniger Gesellschafter und Geschäftsführer ist. Zunächst war der Verlag in Rosenheim ansässig, bevor das Unternehmen 2007 ins benachbarte Bad Aibling umzog. Der Verlagsgründung ging eine Neustrukturierung der publizistischen und journalistischen Aktivitäten von Hans Joachim Wieland voraus. Das bis dahin bestehende Redaktionsbüro wurde in drei Sparten aufgeteilt: Die Wieland Verlag GmbH übernahm fortan den verlegerischen Bereich, speziell für das damals neu gegründete Messer Magazin. In der HörnerWieland GbR, heute setupmedia, wurden alle Projekte des Corporate Publishings zusammengefasst, während in der neu gegründeten VF Redaktion GmbH mit Beteiligung der Vereinigten Fachverlage Dienstleistungen für andere Verlage gebündelt wurden. Hier entstanden unter anderem bis 2002 das AutoMagazin (VF Verlag) und bis 2005 die Geländewagenzeitschrift 4Wheel Fun (VF Verlag). Daneben wurden im Wieland Verlag Zeitschriften im Auftrag anderer Verlage erstellt, wie F1 Racing (Haymarket Publishing), Auto Classic (GeraMond Verlag) oder Sportrevue (Intermedia).

## Organisation
Das Unternehmen wird von Gründer Hans Joachim Wieland geleitet. In Bad Aibling sind etwa fünf Mitarbeiter beschäftigt. Zum Großteil greift der Verlag auf freie Journalisten, Autoren und Redakteure zurück. Spezialisiert hat sich der Wieland Verlag auf Themen wie Messer, Survival oder Geländewagen. Im Verlagsprogramm werden Stand 2021 über 180 Fachbücher und sieben regelmäßige Zeitschriften veröffentlicht, die auch über den verlagseigenen Webshop vertrieben werden.

## Verlagsprogramm

### Zeitschriften
Zu den Special-Interest-Zeitschriften gehört seit 1999 das Messer Magazin, das 2008 durch die Sonderhefte gear erweitert wurde. Im Jahr 2011 folgte der neue regelmäßige Titel 4x4action – Das Magazin für echte Offroader. 2014 wurde die Zeitschrift gear in die zwei Themengebiete Tactical Gear und Survival Magazin aufgesplittet.

### Fachbücher
Seit 2003 veröffentlicht der Verlag Fachbücher zu den Themen Messer und Handwerk sowie Kampfsport. Seit 2006 erscheinen Buchtitel der Reihe Messer Magazin Workshop, sowie Sonderausgaben des Messer Magazins in Buchform. Dazu zählt unter anderem der jährlich erscheinende „Messer Katalog“. In Kooperation mit der Deutschen Messermacher-Gilde sind bis zum Jahr 2016 vier Jahrbücher entstanden.
Zu den regelmäßigen Autoren zählen: Roman Landes, Stefan Steigerwald, Herbert Schmidt, Thomas Laible, Dietmar Pohl, Michael Eichhammer, Hans Joachim Wieland und Rudolf Dick.
Von 2004 bis 2012 sind diverse Bücher aus dem Automobilbereich erschienen, unter anderem eine Jahrbuch-Reihe in Kooperation mit dem Nutzfahrzeughersteller Scania.